# Puyréaux
Puyréaux település Franciaországban, Charente megyében. Lakosainak száma 571 fő (2022. január 1.). Puyréaux Maine-de-Boixe, Mouton, Nanclars, Saint-Ciers-sur-Bonnieure és Mansle-les-Fontaines községekkel határos.

## Népesség
A település népességének változása:
| Lakosok száma | 334  | 361  | 403  | 448  | 512  | 525  | 533  | 543  | 555  | 571  |
|               | 1968 | 1982 | 1990 | 2006 | 2013 | 2015 | 2017 | 2019 | 2020 | 2022 |